# ألفارو غارسيا (لاعب رماية)
ألفارو غارسيا (بالإسبانية: Alvaro García)‏ هو لاعب رماية مكسيكي، ولد في 16 سبتمبر 1894، وتوفي في 22 سبتمبر 1983 في مدينة مكسيكو في المكسيك.

## وصلات خارجية
- ألفارو غارسيا على موقع أوليمبيديا (الإنجليزية)